# Stylosanthes cayennensis
Stylosanthes cayennensis är en ärtväxtart som beskrevs av Robert H Mohlenbrock. Stylosanthes cayennensis ingår i släktet Stylosanthes och familjen ärtväxter. Inga underarter finns listade i Catalogue of Life.